# Parigi-Roubaix 1961
La Parigi-Roubaix 1961, cinquantanovesima edizione della corsa, fu disputata il 9 aprile 1961, per un percorso totale di 263,5 km. Fu vinta dal belga Rik Van Looy, giunto al traguardo con il tempo di 6h19'08" alla media di 41,700 km/h davanti ai connazionali Marcel Janssens e René Vanderveken.
I ciclisti che tagliarono il traguardo a Roubaix furono 121.

## Ordine d'arrivo (Top 10)
| Pos. | Corridore           | Squadra          | Tempo    |
| ---- | ------------------- | ---------------- | -------- |
| 1    | Rik Van Looy        | Faema            | 6h19'08" |
| 2    | Marcel Janssens     | Dr. Mann         | s.t.     |
| 3    | René Vanderveken    | Solo-Van Steenb. | s.t.     |
| 4    | Norbert Kerckhove   | Dr. Mann         | s.t.     |
| 5    | Albertus Geldermans | Rapha-Gitane     | s.t.     |
| 6    | Emile Daems         | Philco           | s.t.     |
| 7    | Bas Maliepaard      | Rapha-Gitane     | a 50"    |
| 8    | Armand Desmet       | Faema            | s.t.     |
| 9    | Arthur De Cabooter  | Groene Leeuw     | a 1'05"  |
| 10   | Gilbert Desmet      | Carpano          | s.t.     |